# 어드밴스트 플레이스먼트
어드벤스드 플레이스먼트(영어: Advanced Placement, AP)는 미국의 대학 입시에 필요한 시험들을 실시하는 칼리지 보드에서 주관하는 대학 과정 인증 시험 및 고급 교과 과정이다. 2006년에 Chinese Language and Culture 과목이 추가된 이후 34개의 과목 시험이 진행된다. 매년 백만 명 이상의 학생들이 응시하는 전 세계적인 시험으로 한국에서도 많은 학생들이 응시한다. AP는 또한 단순히 시험만 실시하는 것이 아니라 학업성취수준 등을 설정하여 학교 전반의 교육 수준을 높이는데도 큰 역할을 했다. 엄밀하게 얘기하면 AP는 교과 과정과 시험을 모두 일컫지만 실제로는 AP 시험의 의미로 쓰이는 경우가 대부분이다.

## 역사
AP는 21세기에 시작된 프로그램으로 학생 및 학교들 간에 수준 차이가 양극화 되는 현상을 완화하기 위한 대안으로 출범하였다. 중 고등학교의 실력 있는 선생들을 모집하여 고등학생이 학점을 이수 할 수 있도록 프로그램을 고안한 것이 AP의 시초가 되었다. AP 코스는 점차적으로 많은 학교들에 의해 선정되었으며 고등학교에서 대학 과정으로 넘어가는 데 학생들을 도와주는 프로그램이 되었다. 실제로 TIMSS (Third International Mathematics and Science Study)에서 발표한 결과에 따르면, AP 과정을 이수하고 시험에서 3점 이상을 획득한 학생들이 AP 과정을 전혀 듣지 않은 다른 학생들에 비해 실력이 훨씬 뛰어나다는 연구 결과가 나왔다. 또한 고등학교 시절 얼마나 수준 높은 수업을 이수했느냐에 따라 대학에 진학한 후에도 큰 실력차이를 보이는 것으로 나타났다. 이러한 AP 프로그램의 명성은 여러 대학에서 인정 받아 입시 평가 항목으로 널리 쓰이게 되었다.

## 형식
AP 시험은 각 과목마다 시험 시간이나 문항 수, 시험 시간 등이 제각각 다르지만 대부분 객관식 문제와 주관식 문제로 영역이 나뉘어 있다. 과학과 수학 과목의 경우, 여러 파트 별로 계산기 사용 여부도 따로 정해져 있어 계산기를 사용할 수 있는 문제들과 사용할 수 없는 문제들이 나뉘어 있기도 한다. 객관식은 5지 선다형이며 주관식의 경우, 에세이, 짧은 서술형 등 과목 특성에 따라 다양한 형식으로 출제된다. 주관식 답의 경우 College Board에서 모범 답안으로 제시한 요점들이 얼마나 학생들의 답에 포함되어 있는지에 따라 점수가 매겨지며, 객관식의 경우, 틀린 문제에 대한 감점 없이 맞은 문제만 점수에 반영된다.
점수는 1점부터 5점으로 주어지며 높은 점수를 받을수록 성취도가 더 높음을 뜻한다.과목 마다 다른 점수 분포 비율을 가지고 있으며 대부분 4점 이상이 점수를 받아야 해당 과목을 이수한 것으로 인정된다.
각 점수가 나타내는 성취 수준은 다음과 같다.
- 5 Extremely well qualified
- 4 Well qualified
- 3 Qualified
- 2 Possibly qualified
- 1 No recommendation

## 용도
AP는 크게 대학 입시 과정에서, 대학 입학 후 학점 인정을 위해 사용된다. 대학 입시에서는 미국과 영국 대학에서 쓰일 수 있는데 영국 대학에 지원하는 경우 AP의 중요성이 더욱 크다. 영국 대학에서는 GPA를 반영하지 않는 대신 AP를 매우 중요하게 보는데, 적어도 세, 네 개 이상의 과목에서 점수를 받아야 합격을 할 수 있는 자격이 된다. 미국 대학 입시의 경우, 합격 여부가 AP에 따라 결정되지는 않지만 참고 자료로 이용되는 경우가 대부분이다. 미국 대학의 경우 입학 후 학점 인정을 위해 더욱 많이 쓰인다. 학교에 따라 학점 인정 여부가 다르지만 대체로 교양 과목을 인정해 주며, 바로 고급 과목을 수강할 수 있는 선택권이 주어진다.

## 일정
AP 시험은 매년 5월 실시되며 매년 기간은 조금씩 다르지만, 1~3주 사이 약 10일에 걸쳐 진행된다. 2012년 올해의 경우 5월 7일 월요일부터 5월 18일 금요일 2주가 시험 기간으로 정해져 있다. 오전, 오후로 나누어 시험이 진행되는데 응시자 원하는 과목이 배정되어 있는 날짜의 시간에 신청하여 응시를 하면 된다. 하지만 시험 일정상 2개의 과목이 같은 날짜, 같은 시간에 배정되어 있어 둘 중에 한 과목만을 응시할 수 있는 경우가 생기거나, 개인적인 이유로 지정된 날짜에 응시하지 못하는 경우 AP Late라고 하여 2주 간의 정규 일정이 끝난 이후 5월 말에 배정되어 있는 다른 날짜에 신청하여 시험을 볼 수도 있다.
2012년 AP 시험 일정은 다음과 같다
| Week 1 | Morning 8 a.m.                                     | Afternoon 12 noon             |
| ------ | -------------------------------------------------- | ----------------------------- |
| May 7  | Chemistry, Environmental Science                   | Psychology                    |
| May 8  | Computer Science A, Spanish Language               | Art History                   |
| May 9  | Calculus AB, Calculus BC                           | Chinese Language and Culture  |
| May 10 | English Literature and Composition                 | Japanese Language and Culture |
| May 11 | German Language and Culture, United States History | European History              |

| Week 2 | Morning 8 a.m.                        | Afternoon 12 noon                                                | Afternoon 2 p.m. |
| ------ | ------------------------------------- | ---------------------------------------------------------------- | ---------------- |
| May 14 | Biology, Music Theory                 | Physics B, Physics C:Mechanics                                   | Physics C:E&M    |
| May 15 | United States Government and Politics | Comparative Government and Politics, French Language and Culture |                  |
| May 16 | English Language and Composition      | Statistics                                                       |                  |
| May 17 | Macroeconomics, World History         | Microeconomics, Italian Language and Culture                     |                  |
| May 18 | Human Geography, Spanish Literature   |                                                                  |                  |

## 과목

AP 과목은 다음과 같이 총 34개가 있다.
- Art History (예술의 역사)
- Biology (생물학)
- Calculus AB (미적분학 AB)
- Calculus BC (미적분학 BC)
- Chemistry (화학)
- Chinese Language and Culture (중국 언어 및 중국 문화)
- Computer Science A (컴퓨터 과학)
- English Language and Composition (영어학 및 작문)
- English Literature and Composition (영문학 및 작문)
- Environmental Science (환경과학)
- European History (유럽의 역사)
- French Language and Culture (프랑스 언어 및 프랑스 문화)
- German Language and Culture (독일 언어 및 독일 문화)
- Government and Politics: Comparative (비교 정부와 정치)
- Government and Politics: United States (미국 정부와 정치)
- Human Geography (인간의 지리)
- Italian Language and Culture (이탈리아 언어 및 이탈리아 문화)
- Japanese Language and Culture (일본 언어 및 일본 문화)
- Latin (라틴어)
- Macroeconomics (거시경제학)
- Microeconomics (미시경제학)
- Music Theory (음악이론)
- Physics B (물리학 B)
- Physics C: Electricity and Magnetism (물리학 C : 전기와 자기)
- Physics C: Mechanics (물리학 C : 역학)
- Psychology (심리학)
- Spanish Language and Culture (스페인 언어 및 스페인어권 문화)
- Spanish Literature and Culture (스페인 문학 및 스페인어권 문화)
- Statistics (통계)
- Studio Art: 2-D Design (스튜디오 아트 : 2차원 디자인)
- Studio Art: 3-D Design (스튜디오 아트 : 3차원 디자인)
- Studio Art: Drawing (스튜디오 아트 : 드로잉)
- United States History (미국 역사)
- World History (세계사)

전 세계적으로 봤을 때, 가장 많은 학생들이 응시하는 과목은 United States History로 346,000명이 응시하였으며, 그 뒤로 English Literature and Composition 320,000명, English Language and Composition 306,000명, Calculus AB 222,000명, Government and Politics: United States177,000명, Biology 154,000명, Psychology 132,000명, World History 124,000명, Statistics 108,000명, 그리고 Spanish Language 101,000명의 순서로 따른다.

## AP Capstone 과정
세미나와 리서치 과목이 추가된다.

## 같이 보기
- 미국의 교육
- 국제 바칼로레아